# Wapen van Asten (Noord-Brabant)

Het wapen van Asten is op 24 maart 1987 per Koninklijk Besluit aan de gemeente toegekend. Het verving het wapen uit 1817.

## Geschiedenis
Het wapen is afgeleid van het schependomszegel van de voormalige heerlijkheid Asten. Deze heerlijkheid heeft door de tijd heen verschillende eigenaren gehad. In 1655 werd Everhard van Doerne (Deurne) Heer van Asten en zijn vrouw Anna Catharina Van Boecop, Vrouwe van Asten. De wapens van dit echtpaar, zij aan zij, werden het wapen van de heerlijkheid, ook lang nadat de heerlijkheid niet meer in het bezit van de familie was. Omdat de kleuren van de wapens bij de aanvraag niet waren gespecificeerd, werden deze door de Hoge Raad van Adel in rijkskleuren uitgevoerd. Later is dit gecorrigeerd en zijn de wapens samengevoegd tot het nieuwe wapen van Asten.

## Blazoen

### Eerste wapen (1817)

Wapen van Asten (1817 - 1987)

De beschrijving van het wapen dat op 17 juli 1817 aan de gemeente Asten werd toegekend, luidt als volgt:
Van goud beladen ter regter zijde met een schild van azuur, waarop 2 fascen en verzeld van 8 jumelles en chef verzeld van 3 St.Andries kruissen, alles van goud; ter linkerzijde van lazuur beladen met een geankerd kruis en verzeld en chef van 4 en en pointe van 2 turven, mede alles van goud.
N.B.:
- De kleuren zijn azuur (blauw) en goud (geel). Dit zijn de rijkskleuren
- In de heraldiek zijn links en rechts gezien vanuit de persoon achter het schild. Voor de toeschouwer zijn deze dus verwisseld.

### Tweede wapen (1987)
De beschrijving van het wapen dat op 24 maart 1987 aan de gemeente Asten werd toegekend, luidt als volgt:
Gedeeld : I in sabel 3 drielingsbalken van goud, en in een schildhoofd van goud 3 schuinkruisjes van keel, II in zilver een ankerkruis, vergezeld van 7 turven, geplaatst 2 inde bovenhoeken, 4 in de hoeken van het kruis en 1 eronder, alles van sabel. Het schild gedekt met een gouden kroon van 3 bladeren en 2 parels.
N.B.:
- De kleuren zijn sabel (zwart), goud (geel), keel (rood) en zilver (wit).
- In de heraldiek zijn links en rechts gezien vanuit de persoon achter het schild. Voor de toeschouwer zijn deze dus verwisseld.

## Verwante wapens

Wapen van Deurne en Liessel, met als hartschild het schild van Deurne
Het wapen van Deurne
Familiewapen Van Doerne
Familiewapen Van Boecop